# 610
Évszázadok: 6. század – 7. század – 8. század
Évtizedek: 560-as évek – 570-es évek – 580-as évek – 590-es évek – 600-as évek – 610-es évek – 620-as évek – 630-as évek – 640-es évek – 650-es évek – 660-as évek
Évek: 605 – 606 – 607 – 608 –  609 – 610 – 611 – 612 – 613 – 614 – 615

## Események

### Bizánci Birodalom
- Hérakleiosz lázadó afrikai kormányzó szintén Hérakleiosz nevű fia seregével áthajózik Konstantinápolyba. Miután a testőrség parancsnoka, Priszkosz átállt hozzá, különösebb ellenállás nélkül bevonul a városba. Hérakleiosz elfogja, saját kezűleg lefejezi a trónbitorló Phókasz császárt, majd elfoglalja a trónt. Apja még megkapja hírét az eseményeknek, majd hamarosan meghal.
- Hérakleiosz feleségül veszi menyasszonyát, Fabia Eudokiát, akit Phókasz túszként fogva tartott.
- Hérakleiosz a latin helyett a görögöt teszi a Bizánci Birodalom hivatalos nyelvévé. Békét ajánl II. Huszrau perzsa sahnak, de az visszautasítja.
- Phókasz fivére, Komentiolosz nem ismeri el Hérakleioszt és Kis-Ázsiából sereggel indul Konstantinápoly felé, de útközben meggyilkolják.
- Meghal I. Thómasz, Konstantinápoly pátriárkája. Utóda I. Szergiosz.

### Európa
- Az avarok betörnek Itáliába. II. Gisulf Friuli longobárd hercege szembeszáll velük, de csatát veszít és maga is elesik az ütközetben. A hercegséget két idősebb fia, Tasso és Kakko közösen kormányozza.
- Összeesküvő nemesek egy lakoma során meggyilkolják Witteric vizigót királyt. Utódjául Narbonne hercegét, Gundemart választják.
- II. Theudebert austrasiai király megtámadja és legyőzi testvérét, a burgundiai II. Theudericet, majd elveszi tőle Elzászt.
- II. Theudbert meggyilkolja hűtlenséggel vádolt feleségét, Bilichildist. Nem sokkal később feleségül veszi Theodechildét.
- II. Theuderic és nagyanyja, Brünhilda elfogatja és kivégzéssel fenyegeti a luxeuili kolostor ír apátját, Columbanust. Végül visszaküldik Írországba, de a hajó viharba kerül és a kapitány nem hajlandó tovább vinni a szerzetest, aki végül II. Chlothar neustriai királynál talál menedéket.
- IV. Bonifác pápa zsinatot tart Rómában, melyen a szerzetesek kötelességeit szabályozzák. A gyűlésen részt vesz Mellitus londoni püspök is.
- Meghal I. Tassilo bajor herceg. Utóda fia, II. Garibald.

### Arábia
- A hagyomány szerint a Mekka közelében lévő Híra barlangban a 40 éves Mohamednek először jelenik meg Gábriel arkangyal és megmutatja neki a Korán első verseit.

## Születések
- Anania Sirakaci, örmény csillagász, természettudós
- Szafíjja bint Hujajj, Mohamed próféta tizedik felesége

## Halálozások
- október 5. – Phókasz, bizánci császár
- Witteric, vizigót király
- II. Gisulf, friuli herceg
- Hérakleiosz, bizánci politikus

## Fordítás
- Ez a szócikk részben vagy egészben  a(z)   610 című angol Wikipédia-szócikk ezen változatának fordításán alapul.  Az eredeti cikk szerkesztőit annak laptörténete sorolja fel. Ez a jelzés csupán a megfogalmazás eredetét és a szerzői jogokat jelzi, nem szolgál a cikkben szereplő információk forrásmegjelöléseként.